# Karppa
Karppa är en ö i Finland. Den ligger i sjön Lappajärvi sjö och på gränsen mellan kommunerna Lappajärvi och Vindala i den ekonomiska regionen  Järviseutu ekonomiska region  och landskapet Södra Österbotten, i den centrala delen av landet, 300 km norr om huvudstaden Helsingfors. Öns area är 1,1 hektar och dess största längd är 240 meter i sydväst-nordöstlig riktning.